# Angeac-Charente
Angeac-Charente és un municipi francès situat al departament del Charente i a la regió de la Nova Aquitània. L'any 2007 tenia 379 habitants.

## Demografia

### Població
El 2007 la població de fet d'Angeac-Charente era de 379 persones. Hi havia 148 famílies de les quals 28 eren unipersonals (20 homes vivint sols i 8 dones vivint soles), 64 parelles sense fills, 48 parelles amb fills i 8 famílies monoparentals amb fills.
La població ha evolucionat segons el següent gràfic:
Habitants censats

### Habitatges
El 2007 hi havia 187 habitatges, 152 eren l'habitatge principal de la família, 12 eren segones residències i 23 estaven desocupats. 185 eren cases i 2 eren apartaments. Dels 152 habitatges principals, 132 estaven ocupats pels seus propietaris, 15 estaven llogats i ocupats pels llogaters i 5 estaven cedits a títol gratuït; 2 tenien dues cambres, 15 en tenien tres, 34 en tenien quatre i 101 en tenien cinc o més. 121 habitatges disposaven pel capbaix d'una plaça de pàrquing. A 51 habitatges hi havia un automòbil i a 90 n'hi havia dos o més.

### Piràmide de població
La piràmide de població per edats i sexe el 2009 era:
| Homes | Edats   | Dones |
| ----- | ------- | ----- |
| 0     | 95 o +  | 0     |
| 0     | 90 a 94 | 4     |
| 4     | 85 a 89 | 8     |
| 4     | 80 a 84 | 4     |
| 12    | 75 a 79 | 4     |
| 12    | 70 a 74 | 4     |
| 12    | 65 a 69 | 12    |
| 12    | 60 a 64 | 8     |
| 16    | 55 a 59 | 4     |
| 8     | 50 a 54 | 28    |
| 12    | 45 a 49 | 12    |
| 20    | 40 a 44 | 16    |
| 20    | 35 a 39 | 16    |
| 8     | 30 a 34 | 16    |
| 4     | 25 a 29 | 16    |
| 0     | 20 a 24 | 4     |
| 16    | 15 a 19 | 12    |
| 20    | 10 a 14 | 8     |
| 12    | 5 a 9   | 8     |
| 0     | 0 a 4   | 4     |

## Economia
El 2007 la població en edat de treballar era de 232 persones, 171 eren actives i 61 eren inactives. De les 171 persones actives 152 estaven ocupades (78 homes i 74 dones) i 19 estaven aturades (5 homes i 14 dones). De les 61 persones inactives 28 estaven jubilades, 18 estaven estudiant i 15 estaven classificades com a «altres inactius».

### Ingressos
El 2009 a Angeac-Charente hi havia 155 unitats fiscals que integraven 392 persones, la mediana anual d'ingressos fiscals per persona era de 18.091,5 €.

### Activitats econòmiques
Dels 14 establiments que hi havia el 2007, 1 era d'una empresa extractiva, 1 d'una empresa de fabricació d'altres productes industrials, 4 d'empreses de construcció, 4 d'empreses de comerç i reparació d'automòbils, 1 d'una empresa immobiliària, 1 d'una empresa de serveis i 2 d'entitats de l'administració pública.
Dels 3 establiments de servei als particulars que hi havia el 2009, 1 era un paleta i 2 empreses de construcció.
L'any 2000 a Angeac-Charente hi havia 19 explotacions agrícoles que ocupaven un total de 630 hectàrees.

## Equipaments sanitaris i escolars
El 2009 hi havia una escola elemental integrada dins d'un grup escolar amb les comunes properes formant una escola dispersa.

## Poblacions més properes
El següent diagrama mostra les poblacions més properes.